# Рареш Чинтоан
Рареш Даніель Чинтоан (рум. Rareş Daniel Chintoan; нар. 13 січня 1983, Клуж-Напока, Соціалістична Республіка Румунія) — румунський борець вільного стилю, дворазовий бронзовий призер чемпіонатів Європи, учасник трьох Олімпійських ігор.

## Біографія
Боротьбою почав займатися з 1996 року. Був срібним призером чемпіонату світу 2003 року серед юніорів. Срібний призер чемпіонату Європи 2000 року серед кадетів. Переможець 2013 року Турніру міста Сассарі з пляжної боротьби.

## Спортивні результати на міжнародних змаганнях

### Виступи на Олімпіадах
| Змагання                    | Збірна  | Вагова категорія           | Місце |
| --------------------------- | ------- | -------------------------- | ----- |
| Літні Олімпійські ігри 2004 | Румунія | вільна боротьба, до 120 кг | 19    |
| Літні Олімпійські ігри 2008 | Румунія | вільна боротьба, до 120 кг | 18    |
| Літні Олімпійські ігри 2012 | Румунія | вільна боротьба, до 120 кг | 10    |

### Виступи на Чемпіонатах світу
| Змагання                        | Збірна  | Вагова категорія           | Місце |
| ------------------------------- | ------- | -------------------------- | ----- |
| Чемпіонат світу з боротьби 2003 | Румунія | вільна боротьба, до 120 кг | 13    |
| Чемпіонат світу з боротьби 2005 | Румунія | вільна боротьба, до 120 кг | 7     |
| Чемпіонат світу з боротьби 2006 | Румунія | вільна боротьба, до 120 кг | 16    |
| Чемпіонат світу з боротьби 2007 | Румунія | вільна боротьба, до 120 кг | 32    |
| Чемпіонат світу з боротьби 2011 | Румунія | вільна боротьба, до 120 кг | 22    |
| Чемпіонат світу з боротьби 2013 | Румунія | вільна боротьба, до 120 кг | 7     |
| Чемпіонат світу з боротьби 2015 | Румунія | вільна боротьба, до 125 кг | 20    |

### Виступи на Чемпіонатах Європи
| Змагання                         | Збірна  | Вагова категорія           | Місце  |
| -------------------------------- | ------- | -------------------------- | ------ |
| Чемпіонат Європи з боротьби 2003 | Румунія | вільна боротьба, до 120 кг | 4      |
| Чемпіонат Європи з боротьби 2004 | Румунія | вільна боротьба, до 120 кг | 8      |
| Чемпіонат Європи з боротьби 2005 | Румунія | вільна боротьба, до 120 кг | 8      |
| Чемпіонат Європи з боротьби 2006 | Румунія | вільна боротьба, до 120 кг | Бронза |
| Чемпіонат Європи з боротьби 2007 | Румунія | вільна боротьба, до 120 кг | 14     |
| Чемпіонат Європи з боротьби 2008 | Румунія | вільна боротьба, до 120 кг | Бронза |
| Чемпіонат Європи з боротьби 2011 | Румунія | вільна боротьба, до 120 кг | 14     |
| Чемпіонат Європи з боротьби 2012 | Румунія | вільна боротьба, до 120 кг | 10     |
| Чемпіонат Європи з боротьби 2014 | Румунія | вільна боротьба, до 125 кг | 10     |
| Чемпіонат Європи з боротьби 2016 | Румунія | вільна боротьба, до 125 кг | 7      |

### Виступи на Європейських іграх
| Змагання              | Збірна  | Вагова категорія           | Місце |
| --------------------- | ------- | -------------------------- | ----- |
| Європейські ігри 2015 | Румунія | вільна боротьба, до 125 кг | 8     |

### Виступи на інших змаганнях
| Змагання                                                         | Збірна  | Вагова категорія                  | Місце  |
| ---------------------------------------------------------------- | ------- | --------------------------------- | ------ |
| Гран-прі Німеччини з боротьби 2003                               | Румунія | вільна боротьба, до 120 кг        | 10     |
| Олімпійський кваліфікаційний турнір з боротьби 2004 (Братислава) | Румунія | вільна боротьба, до 120 кг        | 8      |
| Олімпійський кваліфікаційний турнір з боротьби 2004 (Софія)      | Румунія | вільна боротьба, до 120 кг        | Бронза |
| Гран-прі Німеччини з боротьби 2004                               | Румунія | вільна боротьба, до 120 кг        | Срібло |
| Гран-прі Німеччини з боротьби 2005                               | Румунія | вільна боротьба, до 120 кг        | Золото |
| Гран-прі Німеччини з боротьби 2007                               | Румунія | вільна боротьба, до 120 кг        | Бронза |
| Олімпійський кваліфікаційний турнір з боротьби 2008 (Мартіні)    | Румунія | вільна боротьба, до 120 кг        | 17     |
| Олімпійський кваліфікаційний турнір з боротьби 2008 (Варшава)    | Румунія | вільна боротьба, до 120 кг        | Бронза |
| Турнір міста Сассарі 2011                                        | Румунія | вільна боротьба, до 120 кг        | Золото |
| Гран-прі Іспанії з боротьби 2011                                 | Румунія | вільна боротьба, до 120 кг        | Бронза |
| Меморіал Іона Корнеану 2011                                      | Румунія | вільна боротьба, до 120 кг        | Срібло |
| Турнір Дана Колова — Николи Петрова 2012                         | Румунія | вільна боротьба, до 120 кг        | Золото |
| Олімпійський кваліфікаційний турнір з боротьби 2012 (Софія)      | Румунія | вільна боротьба, до 120 кг        | Бронза |
| Олімпійський кваліфікаційний турнір з боротьби 2012 (Тайюань)    | Румунія | вільна боротьба, до 120 кг        | 4      |
| Олімпійський кваліфікаційний турнір з боротьби 2012 (Гельсінкі)  | Румунія | вільна боротьба, до 120 кг        | Срібло |
| Меморіал Іона Корнеану 2012                                      | Румунія | вільна боротьба, до 120 кг        | Золото |
| Гран-прі Німеччини з боротьби 2012                               | Румунія | вільна боротьба, до 120 кг        | 5      |
| Золотий Гран-прі з боротьби 2013 (Сассарі)                       | Румунія | вільна боротьба, до 120 кг        | Срібло |
| Турнір міста Сассарі 2013                                        | Румунія | пляжна боротьба, до +85 кг        | Золото |
| Меморіал Іона Корнеану 2013                                      | Румунія | вільна боротьба, до 120 кг        | Золото |
| Меморіал Вацлава Циолковського 2013                              | Румунія | вільна боротьба, до 120 кг        | 5      |
| Золотий Гран-прі з боротьби 2013 (Баку)                          | Румунія | вільна боротьба, до 120 кг        | 5      |
| Кубок Тахті 2014                                                 | Румунія | вільна боротьба, до 125 кг        | 13     |
| Турнір Дана Колова — Николи Петрова 2015                         | Румунія | греко-римська боротьба, до 130 кг | Бронза |
| Меморіал Іона Корнеану 2015                                      | Румунія | вільна боротьба, до 125 кг        | Срібло |
| Інтерконтинентальний кубок з боротьби 2015                       | Румунія | вільна боротьба, до 125 кг        | 7      |
| Henri Deglane Challenge 2015                                     | Румунія | вільна боротьба, до 125 кг        | Срібло |
| Турнір Яшара Догу 2016                                           | Румунія | вільна боротьба, до 125 кг        | 9      |
| Олімпійський кваліфікаційний турнір з боротьби 2016 (Зренянин)   | Румунія | вільна боротьба, до 125 кг        | 8      |
| Олімпійський кваліфікаційний турнір з боротьби 2016 (Улан-Батор) | Румунія | вільна боротьба, до 125 кг        | 10     |
| Олімпійський кваліфікаційний турнір з боротьби 2016 (Стамбул)    | Румунія | вільна боротьба, до 125 кг        | Бронза |
| Кубок Європейських націй 2016                                    | Румунія | команда                           | 6      |
| Турнір міста Сассарі з боротьби 2017                             | Румунія | вільна боротьба, до 125 кг        | Золото |